# Biserica ortodoxă din Câmpia Turzii
Un document din anul 1911 arăta că în rândul cetățenilor români din Ghiriș-Arieș si Ghiriș-Sâncrai (cele două localități rurale învecinate, care au format în 1925 comuna Câmpia Turzii) nu exista nici unul de confesiune ortodoxă. Această realitate urma să se schimbe (lent) până în 1948 și abrupt după anul 1948, anul desființării de către noua putere comunistă a tradiționalei Biserici Greco-Catolice.

## Descriere
Înființarea întreprinderii „Industria Sârmei” a determinat stabilirea la Câmpia Turzii a unor români ortodocși, veniți din alte părți ale țării. Aceștia au simțit nevoia unui lăcaș de rugăciune ortodox. În 1923 după primul război mondial s-a înființat în satul Ghiriș-Arieș prima capelă ortodoxă, într-o încăpere a conacului Paget unde la acea vreme funcționa în paralel Orfelinatul de băieți „Mihai Viteazul” și o fermă agricolă statală. În anul 1949 a avut loc evacuarea forțată a capelei din conacul Paget spre a ceda încăperea Stațiunii Experimentale Agricole. Între 1949-1951 slujbele ortodoxe s-au ținut în fosta biserică greco-catolică din Sâncrai (str. 1 Decembrie 1918 nr.57).
Între 1943-1951 s-a construit prima Biserică Ortodoxă, în Piața Mihai Viteazul nr.9 (în centrul orasului), cu hramul "Învierea Domnului" (numită Biserica Ortodoxă II). Arhitect: George Cristinel din București (același care a proiectat și Casa de Cultură "Ionel Floașiu" din oraș, monument istoric). Lucrările de construcție au fost conduse și supravegheate de către maistrul local Simon.
Biserica este înscrisă pe lista monumentelor istorice din județul Cluj (cod LMI CJ-II-m-A-07556.02) elaborată de Ministerul Culturii din România în anul 2015.

## Galerie de imagini

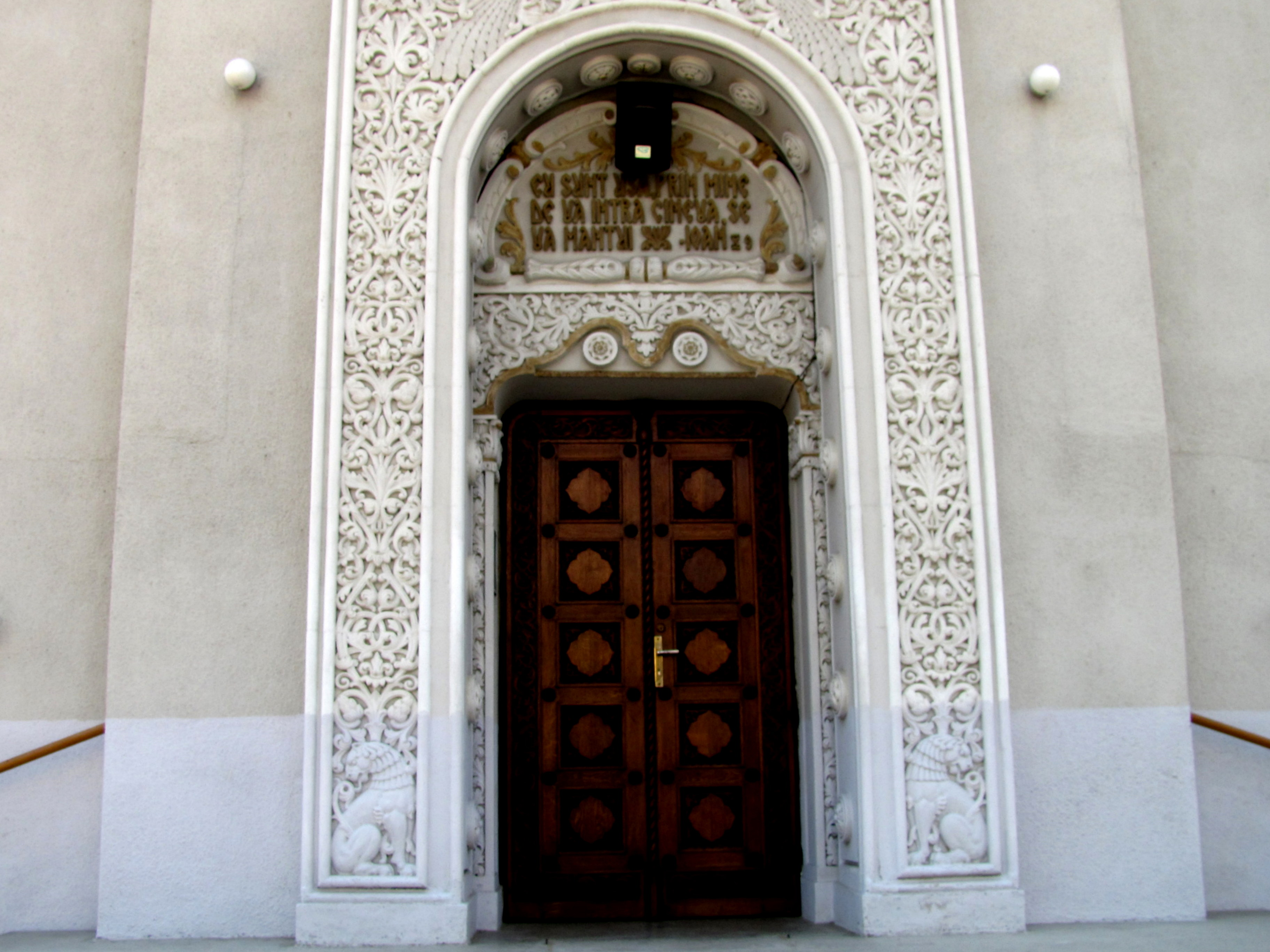
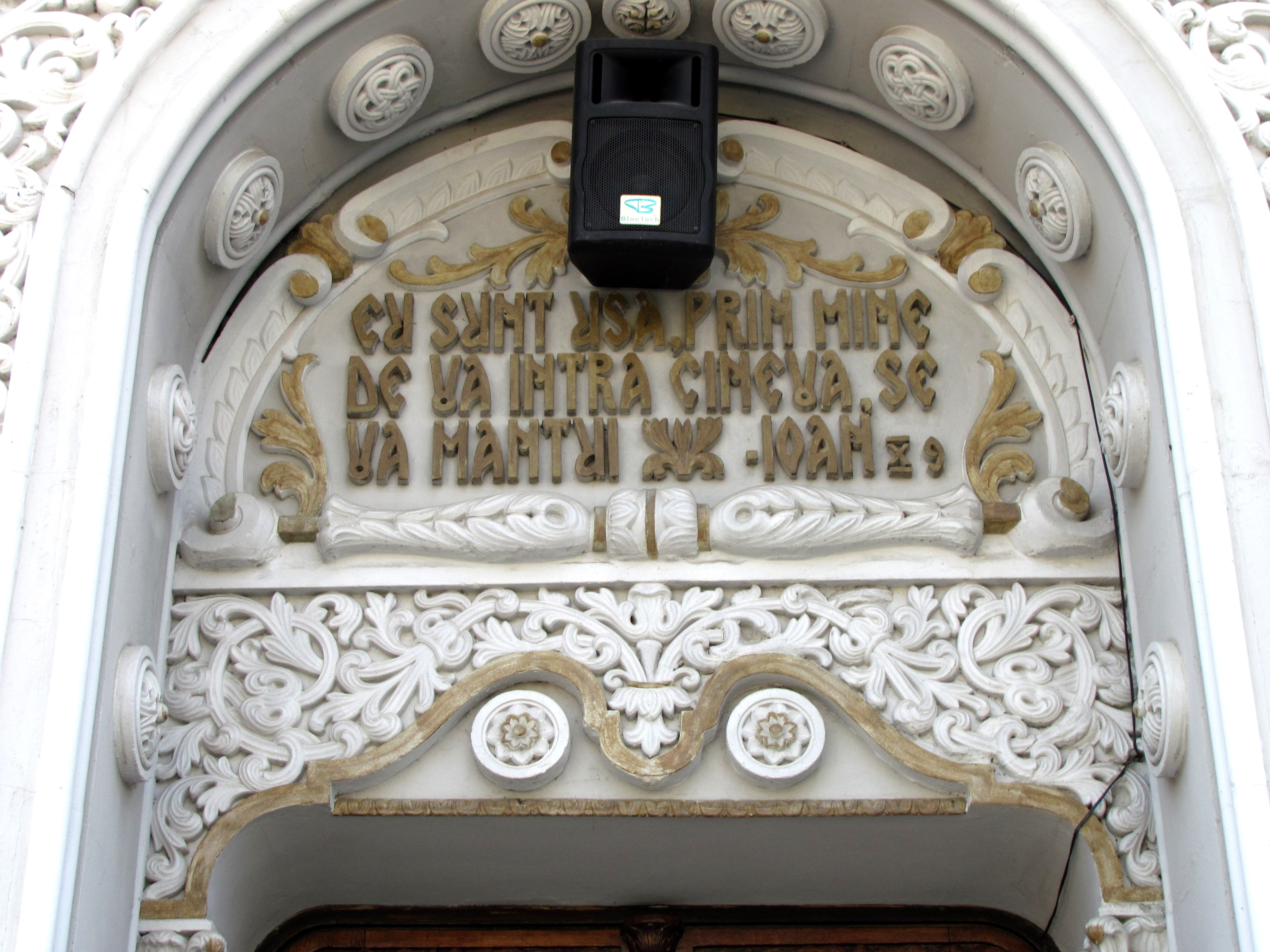